# 류경심
류경심(柳景深, 1516년 ~ 1571년 6월)은 조선 중기의 문신이다. 병조참판, 평안도관찰사를 지냈다. 지금의 대한민국 경상북도 안동시 지역에서 태어났다. 본관은 풍산(豊山)이며, 자는 태호(太浩). 호는 귀촌(龜村)이다.
할아버지는 류자온(柳子溫)이며 아버지는 정5품 정랑을 지낸 류공권이다.어머니는 영양남씨 남팔준(南八俊)의 딸이다. 류중영, 류중엄과는 사촌지간이며 원주목사 류운룡, 의정부영의정 류성룡 형제의 당숙(5촌)이기도 하다.
사촌형 류중영과 함께 풍산 류씨 가문의 중흥을 일군 인물이다.

## 생애
1537년(중종 32년) 사마시에 합격하였고,1544년 별시문과에 을과로 급제하여 예문관검열·홍문관정자등을 지냈다. 1545년(명종 즉위년) 음력 8월, 윤원형, 문정왕후 남매등의 소임세력이 을사사화를 일으킨 후 백관들을 소집해 대임세력을 숙청하는 회의를 경회루에서 열 때 가주서(假注書)로 참여하였다. 1546년(명종 1년) 음력10월 승정원주서로 근정전에서 열린 문과 중시에 장원하였다, 1547년(명종 2년) 홍문관 수찬으로 재직시 경기도 과천 양재역에서 문정왕후와 그 오빠 윤원형, 이기 등을 비판하는 벽서가 붙자 부제학 정언각이 고발하는 사건이 일어난다.
이 사건은 정미사화로 이어져 윤원형이 반대파 대임세력의 남은 사람들을 제거, 숙청하였다. 중종의 서6남 봉성군 이완, 송인수, 이약수 등이 사사당하고 이언적, 정자, 노수신, 류희춘, 백인걸 등 20여명의 선비들이 유배형을 당했다. 윤원형의 전횡을 반대했던 류경심도 이에 연루되어 예조정랑 박승임과 함께 파직되었다. 1551년 6월 왕명으로 다시 기용되어 외직인 회인현감이 되었다. 그 후 1553년 10월에는 유신현감으로 선정을 베풀었다하여 왕으로부터 향표리(鄕表裏) 1습(襲)을 하사받았다. 그 후 광주목사, 함경도 병마절도사 등 외직을 계속 역임하였다.
이는 류경심이 문정왕후와 윤원형의 반대로 내직에 있지 못했던 것으로 명종 또한 전교를 내려 류경심의 서용과 당상관의 승진에 못마땅하다는 뜻을 내비치기도 했다. 문정왕후가 사망하고 명종 승하 후 선조가 즉위한 후에야 류경심은 드디어 중앙관직으로 복귀할 수 있게 되었다. 1568년(선조1년) 호조참판이 되어 성절사로 명나라에 다녀온 후, 예조참판, 대사헌을 거쳐 1571년에는 병조참판, 평안도관찰사가 되었다. 그러나 평안도관찰사 임기중 병을 얻어 서울로 돌아오는 도중 장단에서 졸하였다. 조선 제 14대 국왕 선조는 류경심의 부음 소식을 듣고 애도하고 특별히 부의를 내렸다.
저서로는 《귀촌집》이 있다.

## 평가
1558년 명종은 류경심을 일러 문무의 재주를 겸비하였다고 평가하였다. 류희춘의 <미암일기>에서는 '류경심은 지향하는 바가 바르고 재기(材氣)가 뛰어났으며 사람을 아끼고 도우려는 마음이 있었다. 더욱이 재간이 출중하여 조정에서 병조 판서로 삼을 만하다고 여겼는데 갑자기 이렇게 죽었단 말인가.’라고 하였다.

## 가족관계
- 고조부 : 류홍(柳洪)
  - 증조부 : 류소(柳沼)
    - 할아버지 : 류자온(柳子溫)
      - 백부 : 류공작(柳公綽) 1481~1559
      - 아버지 : 류공권(柳公權) 1485~1539
      - 어머니 : 남팔준(南八俊)의 딸
        - 부인 : 배관(裵寬)의 딸
          - 장남 : 류성귀(柳成龜)
            - 손자 : 류암(柳嵒)

          - 장녀 : 풍산 류씨
          - 사위 : 전해(全海)
            - 외손자 : 전성헌(全成憲)
            - 외손자 : 전사헌(全士憲)
            - 외손녀 : 배응경(裵應褧)에게 출가
            - 외손녀 : 권섬(權暹)에게 출가

          - 차녀 : 풍산 류씨
          - 사위 : 윤대명(尹大鳴)
          - 삼녀 : 풍산 류씨
          - 사위 : 양천우(梁天遇)
            - 외손자 : 양산급(梁山岌)
            - 외손자 : 양산두(梁山㞳)

          - 사녀 : 풍산 류씨
          - 사위 : 장우(張遇)
          - 오녀 : 풍산 류씨
          - 사위 : 최확(崔確, 1548~1617)
            - 외손자 : 최몽윤(崔夢尹)
            - 외손자 : 최몽열(崔夢說)
            - 외손자 : 최몽량(崔夢亮, 1595~1627, 정묘호란때 후금군과 싸우다 순국함. 의주판관 역임.)

          - 육녀 : 풍산 류씨
          - 사위 : 이징(李懲)
          - 칠녀 : 풍산 류씨
          - 사위 : 여대로(呂大老)
            - 외손자 : 여사겸(呂師謙)

          - 팔녀 : 풍산 류씨
          - 사위 : 조당(趙瑭)
          - 차녀 : 풍산 류씨
          - 사위 : 이의(李檥)

## 참고 문헌
- 明宗實錄
- 宣祖實錄
- 國朝榜目